# Cristoforo Roncalli

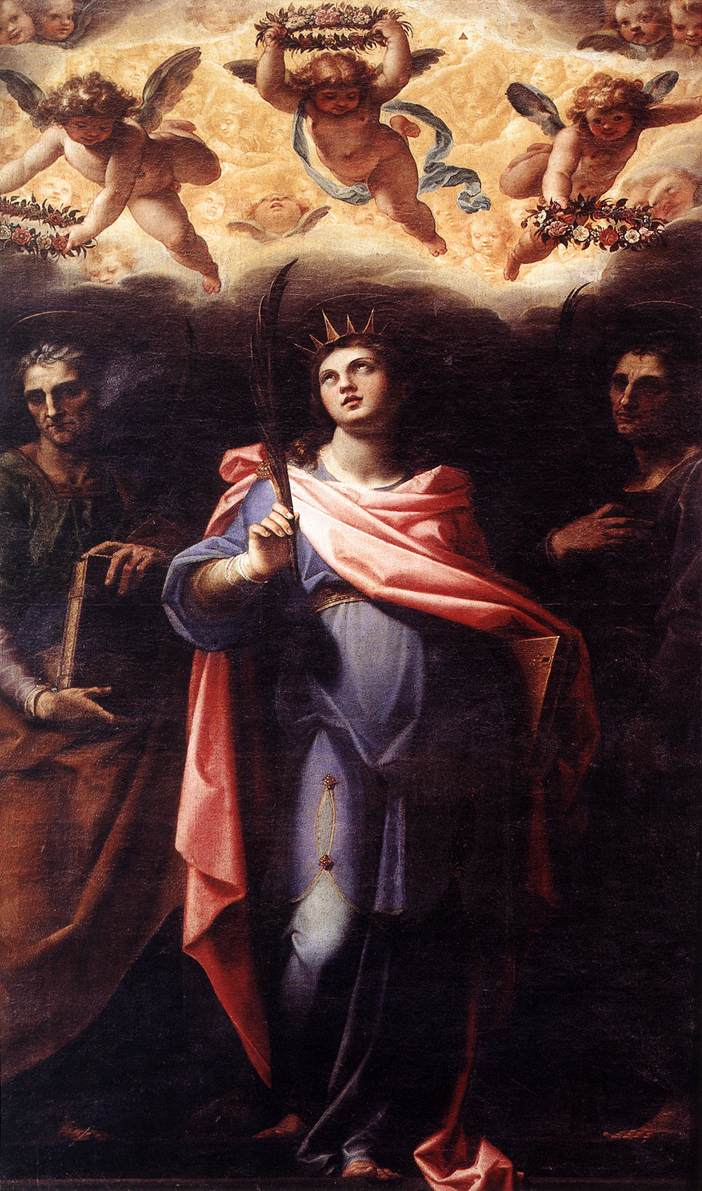
Santa Domitila con San Nereo y San Aquileo.

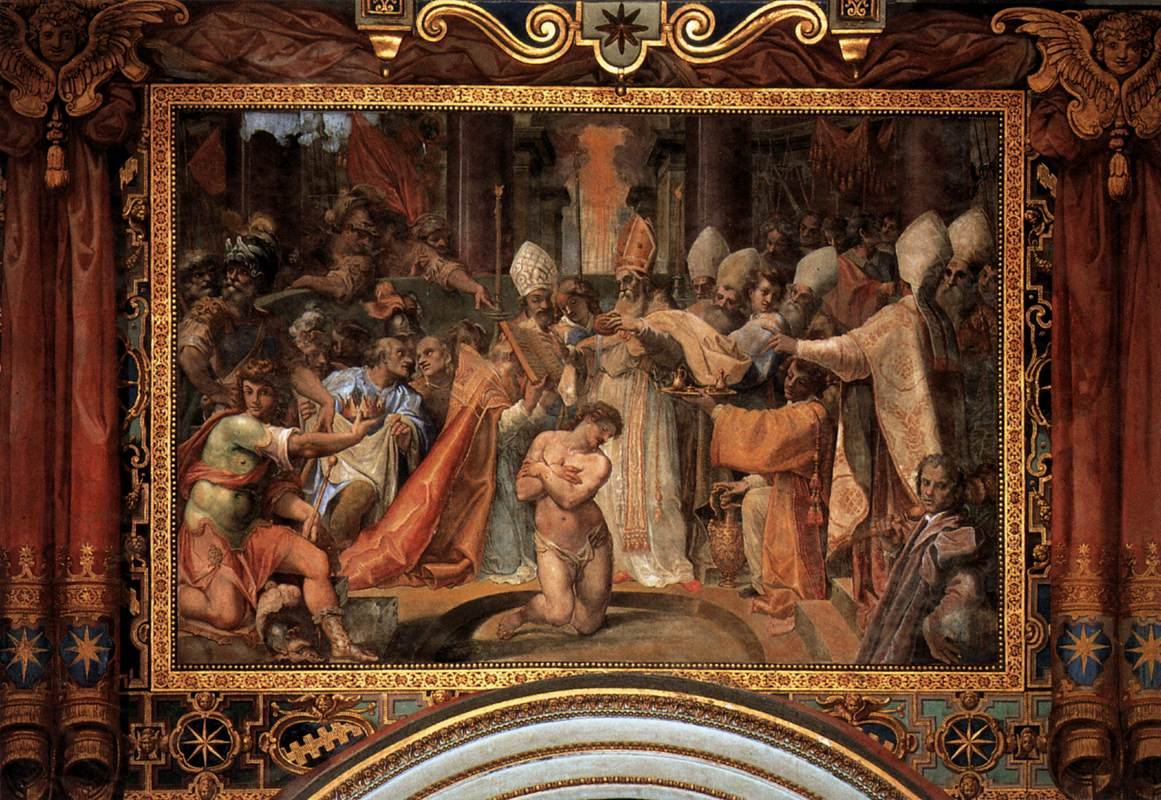
Bautismo de Constantino.

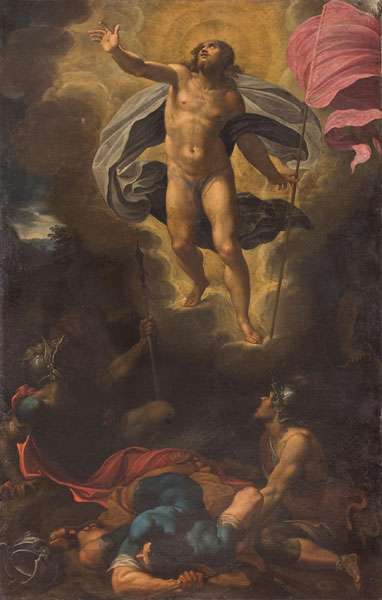
Resurrección de Cristo.

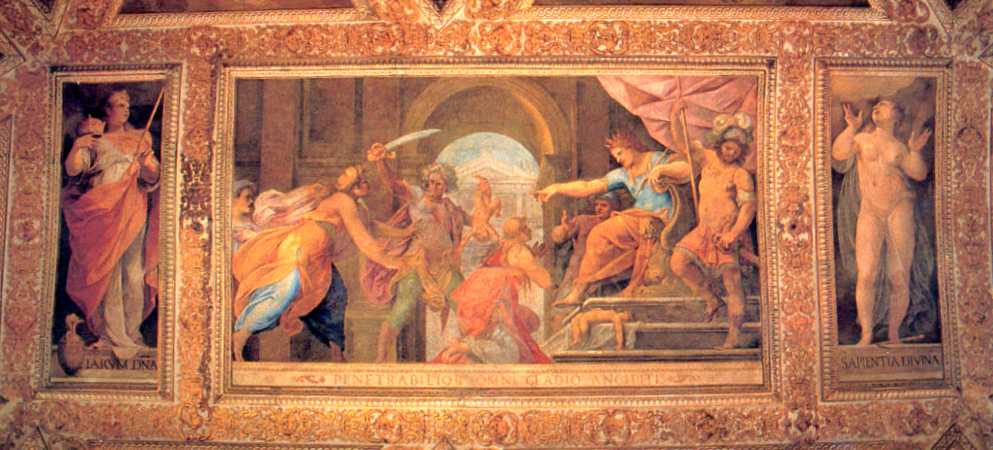
Juicio de Salomón.

Cristoforo Roncalli, llamado el Pomarancio por su lugar de nacimiento (Pomarance, cerca de Volterra, 8 de septiembre de 1552 - Roma, 14 de mayo de 1626), fue un pintor manierista italiano.

## Biografía
Comenzó su formación en Florencia. Después pasó a Siena, donde Ippolito Agostini le encomendó su primer encargo (1575), una Virgen con el Niño y los santos Antonio y Agüeda (Museo de la Opera del Duomo, Siena), así como la decoración del Palazzo Agostini (ahora Bindi-Sergardi) con alegorías basadas en Las Metamorfosis de Ovidio.
En 1582 llegó a Roma, donde pronto recibió importantes encargos para pintar al fresco diversas capillas en iglesias romanas. Para el jubileo del año 1600 pintó el Bautistmo del emperador Constantino en el transepto de San Juan de Letrán. También se encargó del diseño de los mosaicos de la Capilla Clementina en San Pedro del Vaticano, bajo la supervisión del Caballero de Arpino.
Sus últimos años de actividad estuvieron ocupados en la decoración de Santa María de Loreto: la Sala del Tesoro (1605-1610) y la cúpula (1609-1615).
Fue el más clasicista de los pintores que dominaban el panorama del arte romano a finales del siglo XVI. Su estilo, muy plástico y rebosante de energía, tiene una vena naturalista mucho más acusada que el de sus colegas, como Girolamo Muziano o el Caballero de Arpino. Su ideal artístico se situaba en los grandes artistas del principios del Cinquecento, sobre todo Sebastiano del Piombo y el Rafael más tardío.
Parece que mantuvo una relación amistosa con Caravaggio, cuyo estilo dramático pudo influir a Roncalli.
En su última época, Roncalli perdió algo de su energía, aunque pronto supo adaptarse a las novedades introducidas por Annibale Carracci y su taller, del que con el tiempo se convirtió en un competente seguidor.

## Obras destacadas
- Virgen con el Niño y los santos Antonio y Agüeda (1576, Museo de la Opera del Duomo, Siena)
- Frescos del Palazzo Agostini (1576, Siena)
- Frescos de la Vida de San Francisco de Paula (c. 1579-84, Santissima Trinità dei Monti, Roma)
- Frescos del Oratorio del Santissimo Crocifisso (1583-84, San Marcello al Corso, Roma)
- Frescos de la Capilla Mattei (1585-90, Santa María in Aracoeli, Roma)
  - Escenas de la Pasión de Cristo
- Frescos de la Capilla Della Valle (1585-90, Santa María in Aracoeli, Roma)
  - Escenas de la Vida de San Pablo
- Autorretrato (c. 1595-99, Uffizi, Corredor Vasariano, Florencia)
- Frescos de la Vida de San Felipe Neri (1596-99, Santa María in Valicella, Roma)
- Santa Domitila con los santos Nereo y Aquileo (1599, Santi Nereo ed Achille, Roma)
- San Simón (1599, San Juan de Letrán, Roma)
- Bautismo de Constantino (1600, San Juan de Letrán, Roma), fresco.
- Resurrección de Cristo (1603, antes en Colección Grassi, Roma)
- Castigo de Ananías y Safira (1604,
- Frescos de la Sala del Tesoro de Loreto (1605-10, Santuario de Loreto)
- Frescos del Palazzo Gallo (1609, Osimo)
  - Juicio de Salomón
- Frescos de la cúpula de Loreto (1609-15, Santuario de Loreto)
- San Nicolás intercede por las almas del Purgatorio (1612, Sant'Agostino, Pesaro)
- Retrato del cardenal Antonio Maria Gallo (Colección particular)